# اعتلال الصفيحات
اعتلال الصفيحات (بالإنجليزية: thrombocytopathy)‏ هو التغير في وظيفة الصفيحات الدموية. في هذه الحالة، يتوقع حدوث زيادة في زمن النزف ومتلازمة نزفية وفي عدم وجود قلة الصفيحات.

## اعتلال الصفيحات البنيوي
- متلازمة برنادر سولير
- وهن الصفيحات المنسوب لغلانتسمان
- متلازمة صفيحات غراي
- داء الأجسام الكثيفة [الإنجليزية]

## اعتلال الصفيحات المكتسب
- القصور الكلوي الحاد
- مرض الكلى المزمن
- مرض التكاثر النقوي
- ابيضاض الدم
- تشمع الكبد
- أدوية مثل مضادات الالتهابات والهيبارين والبنسلين.